# Giona (Lotto)
La tarsia Giona fa parte delle tarsie del coro della basilica di Santa Maria Maggiore i cui disegni preparatori furono eseguiti da Lorenzo Lotto e intarsiati da Giovan Francesco Capoferri. È collocata sul presbiterio nel banco dei religiosi, ala sinistra, quarto stallo. 
Uno studio attento e approfondito delle tarsie e dei disegni preparatori fu realizzato dalla studiosa Francesca Cortesi Bosco e pubblicato nel 1987.

## Storia
La congregazione della Misericordia Maggiore, che amministrava la basilica mariana, e che aveva deciso di completare il presbiterio con un nuovo altare e con il nuovo coro ligneo, il 12 marzo 1524 affidò a Lorenzo Lotto la realizzazione dei disegni per le tarsie.

## Descrizione

### Tarsia
L'invenzione o storia racconta l'episodio descritto nel Libro di Giona  quando Giona disubbidisce all'ordine di Dio di andare a Ninive a predicare la sua parola, e di indicare la via di salvezza e fugge con la nave verso Tarsis. Ma durante la navigazione si scatenò una forte tempeste e i marinai impauriti cercarono chi fosse colpevole di quella furia che veniva dal cielo, Trovando Giona addormentata nella parte più nascosta della nave, lo accusarono e gettato nelle acqua agitate del mare. Il mare si placò ma la furia di Dio no, e Giona fu inghiottito da un grosso pesce. Il povero uomo pregò tanto il suo Signore che dopo tre giorni e tre notti venne rigettato dal grosso pesce e posto sulla spiaggia all'asciutto.(Giona 1,1-7, 2,1-11) 
La tarsia racconta l'episodio diviso in quattro sezioni differenti. La parte più lontana racconta di Giona che dopo aver ricevuto l'ordine dal Signore chiede di essere portato presso una nave da alcuni pescatori. La galea ha le vele spiegate ma, nella parte destra è raffigurata nella tempesta per punizione della disubbidienza di Giona. Un marinaio posto sulla prua della nave, ala le braccia al cielo invocando l'aiuto di Dio, mentre parte del carico e alcuni uomini sono già sati gettati nel mare per alleggerire il peso del trasporto, e due marinari gettano in mare anche Giona perché ritenuto responsabile della furia divina. Inprimo piano vi + raffigurato il naufrago che rigettato dal grosso pesce è sulla terraferma.

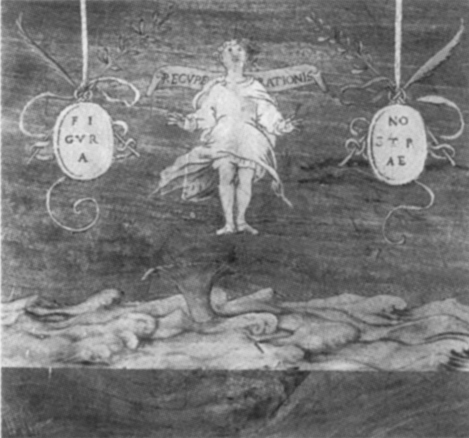
Coperto- Giona e la balena

### Coperto
Il coperto o “picture a claro et obsuro” o impresa, fu realizzato nel disegno preparatore di Lorenzo Lotto alla fine del 1526 e consegnato al delegato del consorzio della Misericordia Maggiore Vettor Cossa l'8 febbraio 1527. La realizzazione e la profilatura furono eseguite dal Capoferri con la consegna nel marzo 1531.